# Agapostemonoides
Agapostemonoides är ett släkte av bin. Agapostemonoides ingår i familjen vägbin.
Kladogram enligt Catalogue of Life:
| Agapostemonoides | \| \| Agapostemonoides hurdi \| \| \| \| \| \| Agapostemonoides weyrauchi \| \| \| \| |
|                  | \| \| Agapostemonoides hurdi \| \| \| \| \| \| Agapostemonoides weyrauchi \| \| \| \| |
|                  | Agapostemonoides hurdi                                                                |
|                  |                                                                                       |
|                  | Agapostemonoides weyrauchi                                                            |
|                  |                                                                                       |